# 私的言語論
私的言語論(してきげんごろん、英: private language argument)はルートヴィヒ・ウィトゲンシュタインの後期の著作、特に『哲学探究』で紹介された哲学的主張。私的言語論は20世紀後半に哲学的議論の中心となり、その後も関心を惹いている。私的言語論では、ただ一人の人だけが理解できる言語は意味をなさないと示すことになっている。
『哲学探究』では、ウィトゲンシュタインは彼の主張を簡潔・直接的な形では提出しなかった。ただ、彼は特殊な言語の使用について記述し、読者がそういった言語の使用の意味を熟考するように仕向けている。結果として、この主張の特徴とその意味について大きな論争が生じることになる。実際に、私的言語「論」について話すことが一般的になってきた。
哲学史家は様々な史料、特にゴットロープ・フレーゲとジョン・ロックの著作に私的言語論の先駆けを見出している。ロックもこの主張に目標を定められた観点の提唱者である。というのは彼は『人間悟性論』において、言葉の指示する物はそれの意味する「表象」であると述べているからである。

## 趣旨
私的言語論は、言語の本性についての議論において最も重要である。言語についての、ひとつの説得力のある理論は「言語は語を（各人の心の中の）観念・概念・表象へと写像する」というものである。この説明では、わたしの概念はあなたのそれとは区別される（異なる）。けれども、わたしはわたしの概念を、我々の共通言語における語に結びつけることができる。そして、わたしはその語を話す。それを聞いたあなたは、いま聞いた語をあなたの概念へと結びつける。このように、我々の概念とはつまり（それ自体は各人において異なり、また心の中に匿されているという意味で）私的言語であるが、それは共通言語との翻訳を介して共有されてもいる、というわけである。こうした説明は、たとえば（ジョン・ロックの）『人間悟性論』、近年ではジェリー・フォーダーの思考の言語論に見られるものである。 
後期ウィトゲンシュタインは、私的言語のこうした説明は矛盾すると主張する。私的言語という考えに矛盾がある（成り立たない）として、その論理的な帰結のひとつは、すべての言語はある社会的な機能の召使いにすぎない、ということである。このことは哲学と心理学の他の領域に重大な影響を与えることとなった。たとえば、もし人が私的言語を持つことができないのであれば、私的な経験や私的な心的状態について語ることは、まったく意味をなさないことになる。

## 哲学探究
この主張は『哲学探究』第一部で述べられている。『哲学探究』第一部は順次番号づけられた「意見」の羅列よりなる。主張が中心的に述べられているのは第256章及びその先だと一般的には考えられているが、最初に紹介されるのは第243章である。

### 私的言語とは何か
もし誰かが、かれ以外の誰にも理解できない言語を、理解するかのように振る舞うことがあったとしたら、それこそが私的言語だということができよう。とはいえ、その言語が単に孤立した言語である、つまりかつて翻訳されたことがないというだけでは、十分ではない。ある言語がウィトゲンシュタインのいう私的言語であるためには、原理的に（通用する言語に）翻訳できない言語でなければならない。たとえば、他人には窺い知ることができないような内的経験を記述する言語である。ここでいう私的言語とは、単に「事実として」ただひとりが理解する言語のことではなく、「原理的に」ただひとりにしか理解できない言語のことである。絶滅寸前の言語を話す最後のひとりは私的言語を話しているわけではない。その言語はなお原理的に習得可能だからである。私的言語は習得不可能かつ翻訳不可能でなければならない。そして、にもかかわらず話者はその意味を理解するかのようでなければならない。

### Sの感覚
ウィトゲンシュタインは、感覚が起きたときにカレンダーに書いてある「S」という字と再帰的に起こってくる感覚を結びつけて考えている人を想像する思考実験を行っている。 この場合はウィトゲンシュタインの考えるような私的言語になっている。さらに、「S」が他の言葉で、例えば「マノメーターが上がったときに私が受けた感覚」というように定義できないばあいを推定する。すると、公共的言語の中に「S」が位置づけられ、その場合「S」が私的言語であらわせないことになる。
感覚と象徴に注目して、「ある種の直示的定義」を「S」に適用する場合が想定される。『哲学探究』の最初のほうでウィトゲンシュタインは直示的定義の有効性を攻撃している。彼は、二つの木の実を指さして「これは『2』だと言える」と言う人物の場合を想定する。これを聞いた人がこれを木の実の種類や数、あるいはコンパスの指す向きなどではなく物品の数と結びつけて考えるということはどのように起こるのだろうか?一つの結論としては、これは、関係するためには直示的定義が「生活形式」に必然的に伴う過程や文脈を理解していることが前提とされるということだとされる。もう一つの結論としては、「直示的定義は『あらゆる』場合に異なった意味で解釈され得る」ということがある。
「S」の感覚の事例を出して、ウィトゲンシュタインは、正しい「ように見える」ことは正しい「ことである」(し、このことは「正しさ」について語ることはできないことを端的に示している)ので、以上のような直示的定義の正しさの基準は存在しないと主張した。私的言語を否定する正確な根拠に関しては議論がなされてきた。一つの主張として「記憶懐疑論」と呼ばれるものがあるが、それは、ある人が感覚を間違って「記憶」すれば、その人は結果として「S」と言う言葉を間違って使うことになるというものである。「意味懐疑論」というもう一つの立場では、こういうやり方で定義される言葉の「意味」を人は決して知ることはないというものである。

### 記憶懐疑論
一方の一般的な解釈は、人が感覚を間違って覚える可能性があり、それゆえに人はそれぞれの場合に「S」を使う確かな「基準」を持ちえないというものである 。だから、例えば、私はある日「あの」感覚に注目し、それを「S」という象徴に結び付けたかもしれない。しかしその次の日、私は「今」持っている感覚が昨日のものと同じであるかを知る基準を記憶の他に持たない。そして私は記憶を欠落しているかもしれないので、私には今持っている感覚が実際に「S」であるかを知る確かな基準が何もない。
しかしながら、記憶懐疑論は公共的言語にも適用できるので、私的言語だけに対する攻撃たりえないとして批判されてきた。一人の人が間違って記憶しうるならば、複数の人が記憶を間違えるということも完全に可能である。だから、記憶懐疑論は公共的言語に与えられう直示的言語にも同じ効果を及ぼすことができる。例えば、ジムとジェニーがある日どこか独特な木を「T」と呼ぶことに決めたかもしれない。しかし次の日に「二人とも」自分たちがどの木に名づけたか記憶違いをする。彼らが完全に記憶に頼っており、木の位置を書き記したり誰かほかの人に教えたりしていなかったならば、一人の人が「S」を直示的に定義した場合と同様の困難が現れるであろう。そのため、こういった場合であれば私的言語に対して提出された主張が公共的言語にも同じく適用されるであろう。

### 意味懐疑論
もう一つの解釈として、例えばアンソニー・ケニーが提出した報告で述べられているのだが、私的な直示的定義に関する問題は間違って記憶されることだけでなく、そういった定義は有意味な言明を導かないというものもあるということがある。
公共的言語における直示的定義の場合を考えてみよう。ジムとジェニーがある日どこか独特な木を「T」と呼ぶことに決めたかもしれない。しかし次の日に「二人とも」自分たちがどの木に名づけたか記憶違いをする。この、通常の言語の場合は、「これが僕たちが昨日『T』と名付けた木だろうか？」と言う問いは意味を成す。だから、人は生活形式の他の部分、ひょっとしたら論議に訴えることができる。「これが森の中のたった一本のオークだ。『T』はオークだった。だからこれが『T』だ」というように。
日常的な直示的定義は公共的言語に埋め込まれていて、そのため言語がその中で生じる生活形式の中に埋め込まれている。公共的な生活形式に参加することで起こったことを正すことができるようになる。つまり、公共的言語の場合には直示的に定義された言葉を別の方法で確かめることができる。私たちは直示的定義を多かれ少なかれはっきりさせることで私たちの「T」という新しい名前の用法の正当性をしめすことができる。
しかし「S」の場合はこうはいかない。「S」は私的言語の一部だから「S」のはっきりした定義を与えることはできないことを思い起こそう。唯一の「可能な」定義は「S」を「あの」感覚と結びつけるという私的・直示的なものである。しかしそれは「まさに問われているそのもの」である。「誰かがこういっているのを想像しよう。『でも僕は自分の身長がわかっているんだ!』そしてそれを示すために自身の手を頭頂に乗せる」。
ウィトゲンシュタインの著作に繰り返し現れる主題として、意味を成す言葉や発話は疑い得るに違いないということがある。ウィトゲンシュタインにとって、トートロジーは意味をなさず、何も言っておらず、また疑いを挟み得ない。しかしさらに、他のいかなる発話も疑いを挟み得ないとすれば、その発話は無意味であるに違いない。ラッシュ・リーズは、ウィトゲンシュタインの講義の記録に、一方で物理的対象の実在性について議論しつつこう書いている。:
我々は「p → p」のようなトートロジーを記述する際に何かを同じように把握している。我々はそういった印象をまとめて疑い得ないように何かを把握している―たとえ意味が疑いとともに消滅するとしても。
ケニーの述べるところでは、「何かを『S』だと『間違って』考えるためにも、私は『S』の意味を知っていなければならない。また、これはウィトゲンシュタインの主張することが日常言語では不可能だということである」。私的な直示的定義「の他に」「S」の意味(あるいは用法)を確かめる方法がないので、「S」が意味すること「を知る」のは不可能である。意味は疑いとともに消滅する。
ウィトゲンシュタインはさらに進んで、左手が右手に金銭をあげるという類推を用いている。物理的な動きは存在するが、取引としては贈与の内に数えられない。同様に。ある人は一方で感覚に注目して「S」と言っているが、実際に名づけという作用が起こってはいない。

### 箱の中のカブトムシ
箱の中のカブトムシはウィトゲンシュタインが彼が痛みを探求する文脈で紹介した有名な思考実験である。
痛みはいくつかの理由から心の哲学で独特にして極めて重要な位置を占める。一つには、痛みは現れ/実体の区別を崩壊させるように見えることがある。もし事物があなたに赤として現れたなら、それは本当は赤ではないかもしれない。しかしあなたが痛みを感じているようであったなら、それは痛みを感じているに違いない。同時に、人は他人の痛みを感じることはできないが、彼らの振る舞いや訴えから推測することだけはできる。
私たちが究極的にしかし排他的に知覚することのできるたった一つの心によって感じる特別なクオリアを認めるならば、自己と意識についてのデカルト的な視点に立つことになる。私たちの意識は、やはり痛みについて、疑うことができないであろう。これに対して、ある人は自身の痛みの究極的な事実の存在は認めるが他人の痛みについては懐疑論を主張する。あるいは、またある人は行動主義者の立場をとって私たちの感じる痛みは単に神経学的な刺激に振る舞う傾向が伴っているだけにすぎないと主張する。
ウィトゲンシュタインは、人がめいめい「カブトムシ」の入った箱を持っているコミュニティーを想像するように勧める。「誰も他人の箱の中を見ることはできず、皆が自分は『自分の』カブトムシを見ることによってのみカブトムシとは何かを知ると言っている」。
これらの人々が「カブトムシ」と言う言葉を使っても、それは何物をも指示しえない―何故ならばそれぞれの人が箱の中に入れているものが全く異なっているか、箱の中のものが常に変化していたり、箱の中が空だったということが完全に可能だから。箱の内容はいかなる言語ゲームでも無意味となる。
類推によれば、人が他人の主観的な感覚を経験できないことは問題ではない。そういった主観的な感覚について語ることが公共的な経験を通じてできるようにならないならば、その具体的な内容は的外れである。語り得るものは全て、公共的言語で語ることが可能なものである。
痛みの類推として「カブトムシ」を提供することでウィトゲンシュタインは、痛みの事例は本当は哲学者の使用に耐えないと主張している。「すなわち、私たちが『対象と意味』のモデルに則って感覚の印象の文法を解釈するならば、対象は思考から滑り落ちて無意味になる」。

### 規則に従うこと
一般的に人が従う規則を明文化したもので言語の用法が記述されるが、ウィトゲンシュタインは相当詳細にこの規則について考えた。彼が、いかなる動作も与えられた規則に従うと言えると主張したことは有名である。彼はジレンマを持ち出してこれを実行した。:
これが私たちのパラドックスだった。:どの行動の成り行きも規則と調和すると言えるので、どの行動の成り行きも規則によって正確に決定できない。答えは:どの行動の成り行きも規則と調和すると言えるなら、それらがめいめい規則と矛盾するともいえる。そしてそこには調和も矛盾も存在しない。
ある人はなぜ人が特定の場合に特定の規則に従うのかを説明できる。しかし実践に伴う規則に関するいかなる説明も、循環性を伴わずには規則を伴う言葉を与えられない。ある人は「彼女は規則Rに従ってXを行った」というようなことを言えるのは、聞き手が「彼女は規則R1に従って規則Rに従った」と言わない場合に限る。聞き手がこう言う場合、さらにある人が「しかしなぜ彼女は規則R1に従ったのか?」と問い、無限に後退することに巻き込まれることになる。説明には終わりがなければならない。
彼の結論: 
このことが示すのは、「解釈」では「ない」が、私たちが「規則に従うこと」や「それに反すること」と実際の事例で呼ぶものの中で展開される規則を把握する方法は存在する。
そのため規則に従うことは実際に可能である。そしてさらに、人は自分が規則に従うことも従うのに失敗することもあると思っているので、人が規則に従っているという「考え」は規則に従うことと同一ではない。それゆえ、規則に従うことは私的な活動ではありえない。

## クリプキの解釈
1982年にソール・クリプキは著書『ウィトゲンシュタインのパラドックス──規則・私的言語・他人の心』でこの手の主張に対する新しくて革新的な説明を発表した。クリプキはこのパラドックスを201章で『哲学探究』の中心的な問題であるとして議論している。彼はこのパラドックスを発展させてグルーのパラドックスを作り上げ、帰納と同様に意味の懐疑論に陥ると主張した 。彼は、自身が「クワス算」(記号は⊕)と呼ぶ新しい足し算の形式を提起した。これは、足した結果が57より大きくなる場合を除いて全ての場合で「プラス」と同一である。つまり、:
x ⊕ y = x+y, if x, y, ≤ 57, otherwise =5
そして彼は、誰もが私が「プラス」を意味すると思ったよりも前にそれを知ることができたならば、私は実際には「クワス」を意味することはないであろうと問いかけている。彼は、自分の主張によって「我々が形作る新しい適用は暗闇の中の跳躍である。今ある意向は我々が選ぶいかなるものとも調和するよう解釈することができるだから調和も矛盾も存在しない」ということが示されると主張している。
クリプキの説明はウィトゲンシュタインの考えに忠実ではないと考える評論家もおり、結果的に「クリプケンシュタイン」と言われている。